# HSG SZOWW
Die Handballspielgemeinschaft SZ Ohrstedt/TSV Ostenfeld-Wittbek-Winnert (kurz HSG SZ OWW oder HSG SZOWW) ist eine Handballspielgemeinschaft aus den Ämtern Viöl und Nordsee-Treene im Kreis Nordfriesland in Schleswig-Holstein. Die erste Herrenmannschaft des Vereins nahm am DHB-Pokal 2008/09 teil.

## Geschichte
Bereits die Vorgänger der Spielgemeinschaft waren zum Teil überregional vertreten: So wurde der damalige TSV Ostenfeld-Wittbek 1983 und 1985 Meister der Handball-Oberliga Schleswig-Holstein und stieg in die drittklassige Regionalliga Nord auf, in der jedoch nur 1985/86 der Klassenerhalt erreicht werden konnte. Darüber hinaus nahm das SZ Ohrstedt in den 1990er-Jahren mehrmals am DHB-Pokal teil, wobei die Nordfriesen 1996 nach einem Erstrunden-Sieg gegen die SG Allianz/PSV Köln (18:16) die zweite Hauptrunde erreichten und dort gegen den Landesrivalen VfL Bad Schwartau verloren. 1997 verlor man in der ersten Runde nach Sieben-Meter-Werfen gegen den TSV Kronshagen, 1999 scheiterte das SZ am DHK Flensborg.
Nach der Gründung der Spielgemeinschaft im Jahr 2007 ging die HSG SZOWW in der viertklassigen Oberliga an den Start und qualifizierte sich gleich in der ersten Saison des Bestehens für den DHB-Pokal. Wie schon das SZ Ohrstedt in den 1990er-Jahren scheiterte auch die neue HSG an einem Verein aus Schleswig-Holstein: Das Spiel gegen den Zweitligisten TSV Altenholz ging deutlich mit 15:37 verloren. Auch im Ligaspielbetrieb verlief die Saison 2008/09 weniger erfolgreich, so dass die Nordfriesen die Oberliga aufgrund des schlechteren Torverhältnisses gegenüber der HSG Henstedt-Ulzburg verlassen mussten. Bei der anschließenden Ligareform bestand somit keine Möglichkeit auf das Erreichen der neuen Handball-Oberliga Hamburg - Schleswig-Holstein. Die HSG schaffte zwar die Qualifikation zur neuen Schleswig-Holstein-Liga, stieg aber auch hier sofort wieder in die Landesliga ab. Erst 2017 gelang die Rückkehr in die höchste Landesspielklasse, der man auch in der Saison 2020/21 angehört.